# Piattaforma di ghiaccio Università di Mosca
La piattaforma di ghiaccio Università di Mosca è una stretta piattaforma glaciale lunga circa 220 km situata davanti alla costa di Sabrina e alla costa Banzare, nella Terra di Wilkes, in Antartide. In particolare la piattaforma si estende fra il ghiacciaio Totten, a ovest, e la baia di Paulding, a est. A nord della parte orientale della piattaforma si estende la lingua glaciale Dalton, poco più a ovest della quale è presente la baia di Henry, una delle diverse baie presenti sul fronte della piattaforma.

## Storia
La piattaforma fu parzialmente delineata sulla base di fotografie aeree scattate dalla Marina militare degli Stati Uniti d'America (USN) durante l'operazione Highjump nel 1946-1947, la completa mappatura fu raggiunta però solo nel 1958 grazie ad altre immagini aeree scattate durante le varie spedizioni australiane e sovietiche di ricerca antartica; proprio una delle spedizioni sovietiche la battezzò con il suo attuale nome in onore dell'Università statale di Mosca.